# Georg Althammer

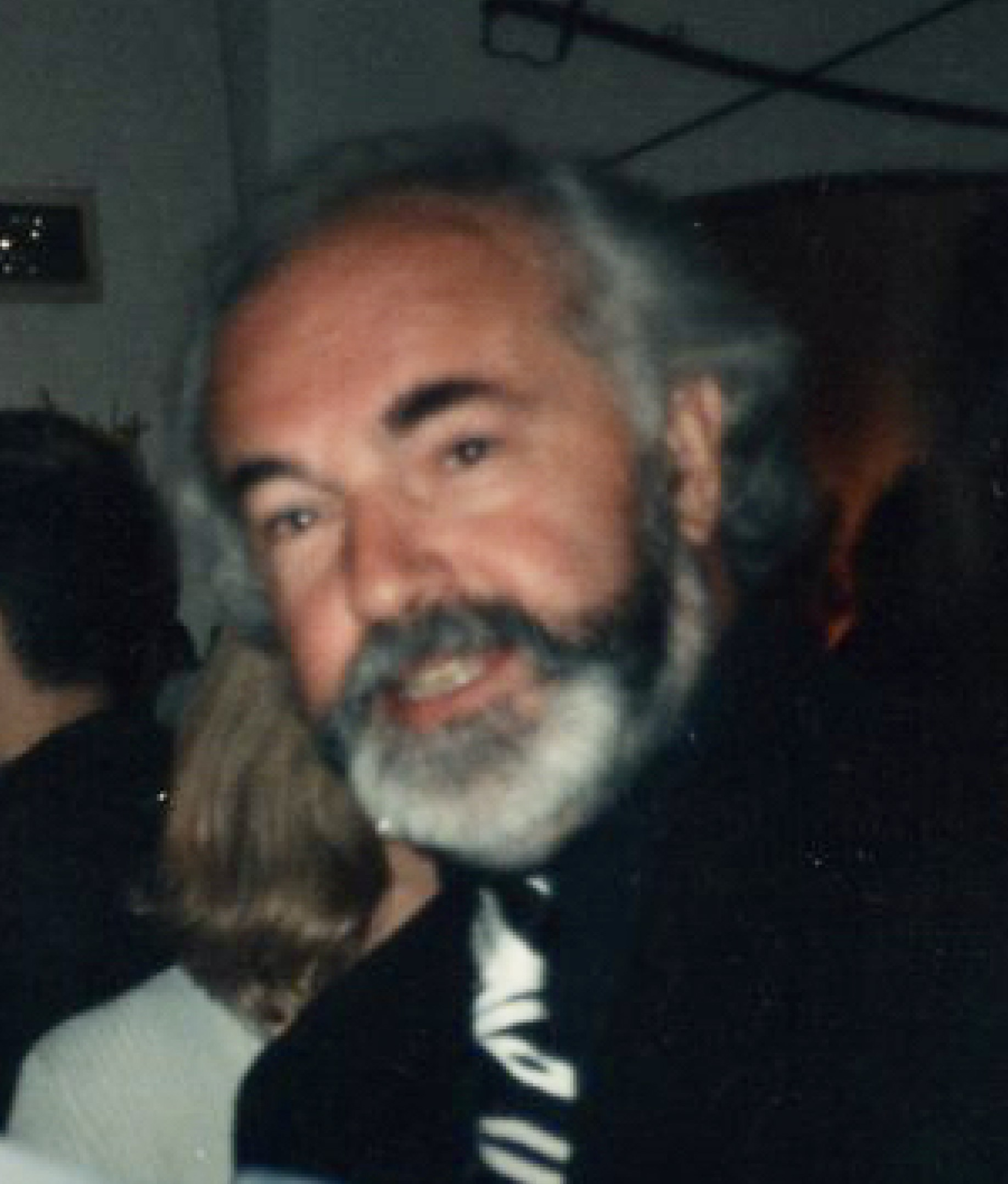
Georg Althammer, 1992

Georg Althammer (* 29. September 1939 in Zwiesel) ist ein deutscher Film- und Fernsehproduzent, Regisseur, Unternehmer und Drehbuchautor.

## Leben und Karriere
1964 begann er als Dramaturg, Autor und Produzent bei der Bavaria Atelier GmbH zu arbeiten. Anschließend war er Geschäftsführer bei der Audio + Tele-Vision Filmproduktion GmbH. Gemeinsam mit Karl Heinz Willschrei gründete er 1976 die Monaco Film GmbH. Für diese Firma produzierte er mehrere Kinofilme, Fernsehserien und Fernsehspiel. Eine Wiesbadener Tochterfirma, die Odeon TV GmbH, gründete er 1981, um Ein Fall für zwei zu produzieren. Die weiteren Produktionsfirmen Nostro Film GmbH (Berlin) und Borussia Media Produktions GmbH wurden zwischen 1989 und 1991 gegründet. 
1998 verkaufte Althammer die Monaco-Film-Gruppe an die Bavaria Film, die sie als TV-Arm in die Odeon Film AG einbrachte. Althammer blieb bis Ende 1999 im Vorstand aktiv. Nach dieser Zeit wechselte er in den Aufsichtsrat der AG. 2003 beendete er seine Produzententätigkeit.

## Filmografie

### Filmproduzent
- 1978: Schwarz und weiß wie Tage und Nächte
- 1979: Das tausendunderste Jahr
- 1980: Das Ziel
- 1980: Musik auf dem Lande
- 1981: Ein zauberhaftes Biest
- 1982: Einer von uns
- 1982: Hambacher Frühling
- 1983–2005: Ein Fall für zwei
- 1984: Die andere Seite des Mondes
- 1984: Angelo und Luzy
- 1984: Tapetenwechsel
- 1985: Der Stadtbrand
- 1986: Die zwei Gesichter des Januar
- 1986: Die Andere
- 1986: Wilhelm Busch
- 1988–1993: Eurocops
- 1989: Das Nest
- 1993: Hecht & Haie
- 1993: Maus und Katz
- 1994–2000: Die Kommissarin
- 1994–1997: Faust
- 1995: Am Morgen danach
- 1997: Tatort
- 1997: Die Feuerengel
- 1997–1999: Einsatz Hamburg Süd
- 1998–2000: Mordkommission
- 2000: Zimmer mit Frühstück
- 2000: Das Alibi
- 2001: Der Ermittler
- 2001: Riekes Liebe
- 2002: Kommissarin Fleming und der Mord vor der Kamera

### Drehbuchautor
- 1965–1966: Der Nachtkurier meldet …
- 1966–1970: Die seltsamen Methoden des Franz Josef Wanninger
- 1967–1974: Graf Yoster gibt sich die Ehre
- 1971: Heißer Sand
- 1973: Der Edison von Schöneberg
- 1973–1974: Okay S.I.R.
- 1974: Supermarkt
- 1974: Auch ich war nur ein mittelmäßiger Schüler
- 1975: Eine ganz gewöhnliche Geschichte
- 1975: Im Zweifel gegen den Angeklagten? – Der Fall Dietrich Derz
- 1978: Der Schimmelreiter
- 1979: Blauer Himmel den ich nur ahne
- 1981: Ein zauberhaftes Biest

### Regisseur
- 1975: Im Zweifel gegen den Angeklagten? – Der Fall Dietrich Derz